# 衛紹芳
衛紹芳（？—1685年），字猶箴，山西猗氏縣人。清朝政治人物。

## 生平
衛紹芳於順治三年（1646年）中進士，授河南尉氏縣知縣。当地被兵不久，衛紹芳修復城郭、學校，勤於勸学，廣積粮儲，禁暴戢姦，还曾主修縣志。行取兵部主事，累遷貴州提學道僉事。官至浙江巡海道副使。

## 家族
子旣齊，康熙三年（1664年）甲辰科進士。入翰苑，後外任多年，為官清廉，政績卓著，累官貴州巡撫，因事罷職。